# Il cielo non è un limite
Il cielo non è un limite è il secondo EP della rapper italiana Myss Keta, pubblicato il 13 novembre 2020 dalla Universal Records.

## Antefatti
Il 29 ottobre 2020 l'artista ha annunciato il nuovo disco tramite un breve video su Instagram, rivelando titolo, data di pubblicazione e aprendo il pre-ordine online.
In un'intervista, Keta si è detta molto ispirata da personaggi quali James Bridle o Ballard, aggiungendo che questo EP è stato fortemente influenzato dal periodo di emergenza sanitaria data dalla pandemia di COVID-19.

## Promozione
Il 28 agosto 2020 viene pubblicato il primo singolo tratto dall'EP, Giovanna Hardcore. Il primo settembre viene pubblicato anche il relativo videoclip.
Il 6 novembre 2020, il secondo singolo estratto, Due, viene pubblicato insieme al lyric video.
Il 12 novembre 2020, circa 30 minuti prima della pubblicazione dell'EP, l'artista ha eseguito presso la Torre Galfa di Milano una performance dell'intero progetto in live streaming sui suoi canali Instagram e YouTube.

## Accoglienza
In una recensione di Il cielo non è un limite, Giorgio Valletta di Rumore assegna a una valutazione pari a 73/100 e asserisce che "il situazionismo dell'artista milanese poggia su una certa consistenza musicale".

## Tracce
1. Il cielo non è un limite – 0:30 (Myss Keta, Stefano Riva)
2. Giovanna Hardcore – 3:06 (Dario Pigato, Myss Keta, Stefano Riva)
3. GMBH – 3:06 (Alfredo Pignagnoli, Myss Keta, Stefano Riva, William Merante)
4. Rider Bitch (feat. Lilly Meraviglia) – 3:00 (Dario Pigato, Myss Keta, Paolo Forchetti, Stefano Riva)
5. Photoshock – 2:36 (Dario Pigato, Myss Keta, Stefano Riva)
6. Diana (feat. Populous & Priestess) – 3:24 (Alessandra Prete, Andrea Mangia, Dario Pigato, Myss Keta, Stefano Riva)
7. Due – 2:43 (Alfredo Pignagnoli, Annerley Gordon, Daniela Galli, Dario Pigato, Myss Keta, Paul Sears, Stefano Riva)

Il cielo non è un limite - Lato B
1. Miriam (feat. DPCM, Giungla,L I M) – 2:55 (Daniela Guglielmi,Dario Pigato,Giungla, L I M, Myss Keta, Stefano Riva)
2. L 02 e freestyle – 5:21 (Dario Pigato, Myss Keta , Stefano Riva)